# Johnville
 (septembre 2020).
Si vous disposez d'ouvrages ou d'articles de référence ou si vous connaissez des sites web de qualité traitant du thème abordé ici, merci de compléter l'article en donnant les références utiles à sa vérifiabilité et en les liant à la section « Notes et références ».
Johnville est un village ou hameau du Québec situé dans la MRC du Haut-Saint-François en Estrie. Il fait partie de la ville de Cookshire-Eaton.

## Toponymie
Johnville est nommé d'après John Sewell Sanborn. Un bureau de poste a ouvert ses portes en 1856. Une station de chemin de fer porta également le nom de Johnville.

## Description

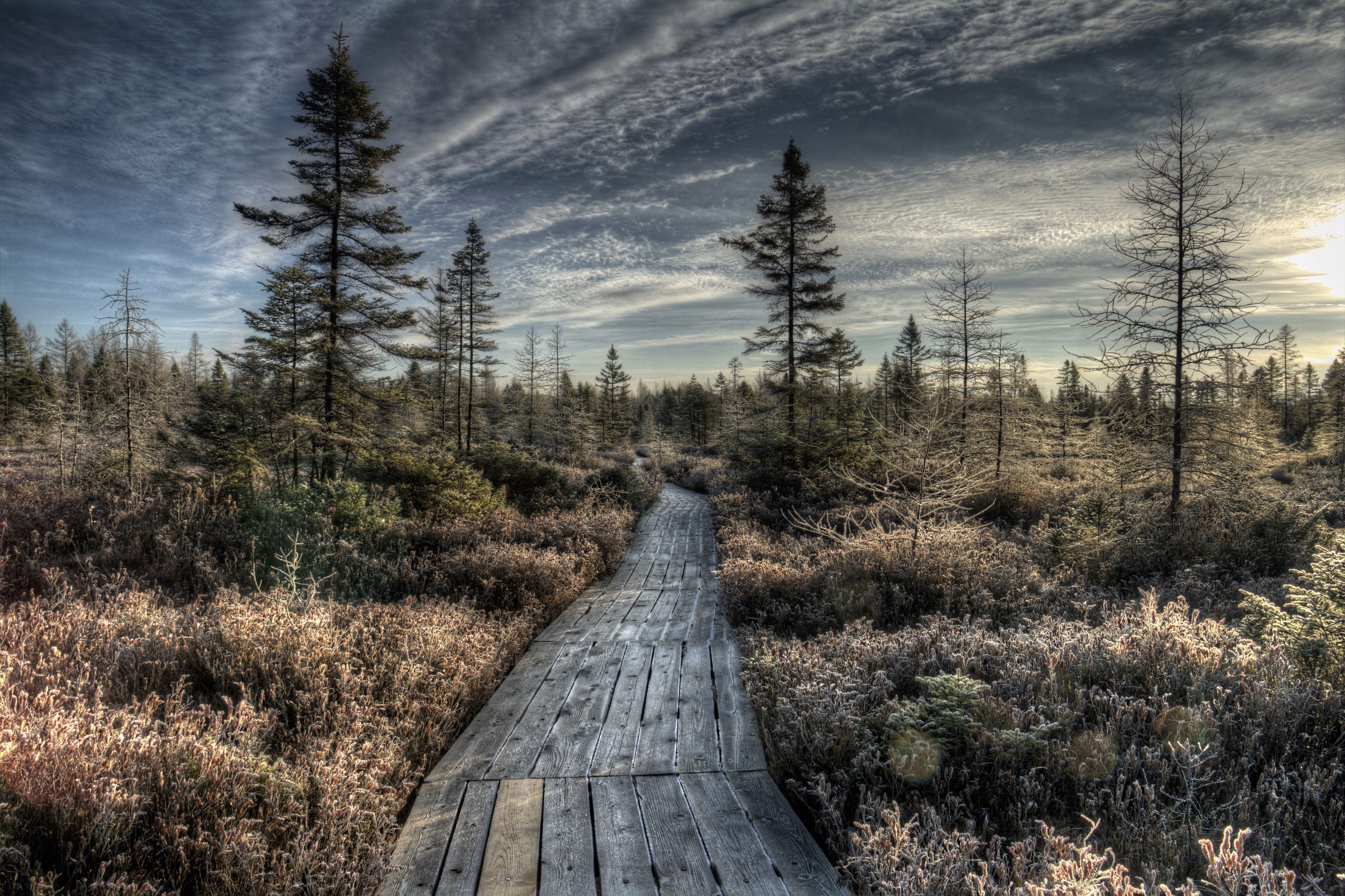
Tourbière et forêt.

Situé à 15 km de Sherbrooke, le hameau contient le Parc écoforestier de Johnville, qui fait partie de la municipalité ou des écosystèmes rares datant de la dernière période glaciaire peuvent être observés, comme tourbière, et eskers, ainsi que plusieurs gravières exploitant le sable. Une école qui est gérée par la CSRS, un dépanneur et quelques garages sont inclus dans la paroisse Notre-Dame-De-La-Paix qui comprend aussi une église construite en 1887 portant le même nom .